# Oroz-Betelu
Oroz-Betelu (baskijski: Orotz-Betelu) – gmina w Hiszpanii, w Nawarze, o powierzchni 24,15 km². W 2011 roku gmina liczyła 166 mieszkańców.